# 馬島長尾狸貓
馬島長尾狸貓，又名馬島獴、窩靈貓或隱肛狸，英文名Fossa，是馬達加斯加特有的一種哺乳動物。牠們是獴的近親，屬於食蟻狸科。牠們是馬達加斯加最大的肉食性哺乳動物。

## 特徵
雄性馬島長尾狸貓體長75-80厘米，尾巴長70-90厘米，重6-10公斤。雌狸長65-70厘米，尾巴差不多與雄狸一樣長，重5-7公斤
馬島長尾狸貓是非常靈活的動物。牠們可以由一顆樹跳往另一顆樹。牠們外表及行為極度像貓，並且很像雲豹。

## 行為及習性
以往相信馬島長尾狸貓是夜間活動的，但後來發現牠們在日間及夜間一樣活躍，視乎季節及獵物的數量。
馬島長尾狸貓棲息在馬達加斯加的乾燥落葉林。

## 發育
馬島長尾狸貓出生時未能看見及沒有牙齒，頭4個月差不多不會離開巢穴，頭一年也要依賴母狸的照顧。牠們要到4歲才可以繁殖。圈養下的馬島長尾狸貓可以活到20歲。

## 分類
雖然很多學者仍認為馬島長尾狸貓屬於靈貓科，但現時已將牠們分類在食蟻狸科中。

## 食性
馬島長尾狸貓是肉食性的，獵食細小至中等的動物，由魚類至鳥類不等。牠們特別喜歡獵食狐猴，且是很多物種的掠食者。牠們並沒有天敵，有時會意外地被尼羅鱷所吃。

## 保育狀況
馬島長尾狸貓只有在馬達加斯加出沒。於2000年，牠們的數量只有少於2500隻，且有下降的趨勢，故被認為是瀕危物種。牠們被列為《瀕危野生動植物種國際貿易公約》附錄二的物種，被限制出口及貿易。

## 外部連結

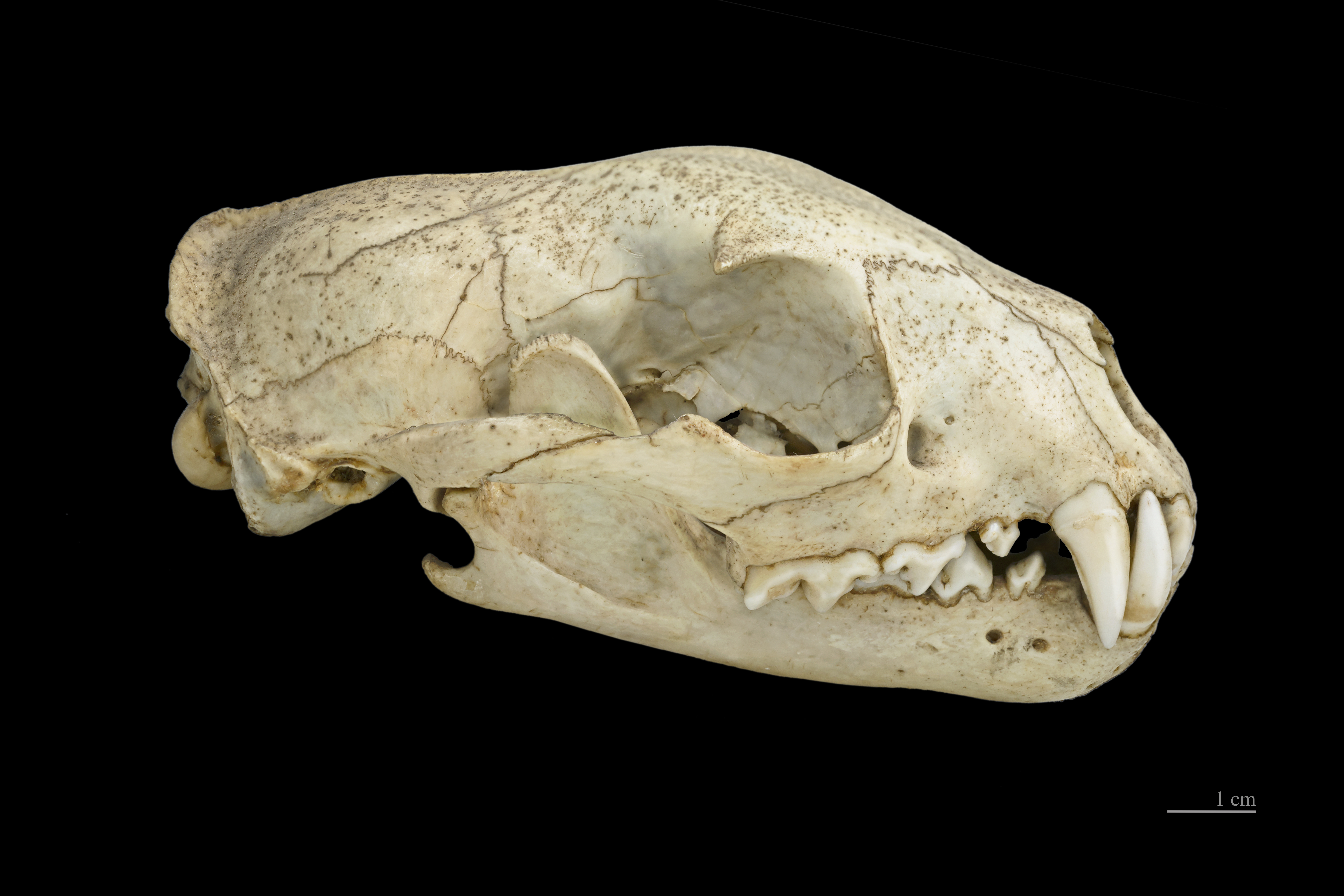
馬島長尾狸貓的頭骨

- ARKive - images and movies of the fossa (Cryptoprocta ferox)
- Lioncrusher's Domain Animal Information Page. Fossa (Cryptoprocta ferox)
- BBC clip showing fossas pull apart during mating
- 馬島長尾狸貓的图片 （页面存档备份，存于）